# Аверченко Віталій Петрович
Віталій Петрович Аверченко (3 квітня 1937, м. Каменськ-Шахтинський, нині Ростовської області — 16 березня 2023) — український актор і режисер. Заслужений діяч мистецтв УРСР. Народний артист України (1992).

## Життєпис
У 1959 закінчив Київський інститут театрального мистецтва, 1964 — Харківський інститут мистецтв.
Працював у Вінницькому державному академічному музично-драматичному театрі імені Садовського (1959-61), Республіканському російському драматичному театрі Марійської АРСР (м. Йошкар-Ола, 1965-69), в Донецькому українському музично-драматичному театрі імені Артема (1969-71, 1980—1987). Відмовившись від пропозиції стати режисером у столичному театрі імені І. Франка, він створює новий театр — Макіївський театр юного глядача, який відкрився в 1971 році виставою «Молода гвардія» за мотивами роману О. Фадєєва, і 23 роки був його головним режисером і актором. З 2000 — режисер Донецького академічного державного театру опери та балету імені Анатолія Солов'яненка.

## Ролі
- «Кремлівські куранти» Миколи Погодіна — Фелікс Дзержинський
- «Лисиця і виноград» Гільєрме Фігейредо — Езоп
- «Борис Годунов» Олександра Пушкіна (моновистава)
- «Дай серцю волю, заведе в неволю» Марка Кропивницького
- «Тихий Дон» за однойменним романом Михайла Шолохова